# Talaiot de Gomereta - Darrera ses Cases
El talaiot de Gomereta - Darrera ses Cases és un jaciment arqueològic situat prop de les cases de la possessió de Gomereta del municipi de Llucmajor, Mallorca. El jaciment està format per un talaiot de planta circular amb columna central polilítica i d'altres restes adossades.